# Year Zero (Regina Lund)
Year Zero utkom år 2000 och är Regina Lunds andra album, där hon fortsätter med sin mjuka musikstil.

## Låtlista
1. "Miss Colourful" 4:24
2. "He Came Into My Dressing-Room" 4:52
3. "We Don't Need Another Hero" 4:22
4. "Less Is Less" 2:36
5. "Crime" 4:37
6. "Mother" 4:15
7. "She Could Fly" 2:59
8. "By This River" 4:53
9. "Confused" 4:31
10. "Untouchable" 3:43
11. "Year Zero" 9:21